# Claudio Velardi
Claudio Velardi (Nápoles, Italia, 25 de octubre de 1954) es un político, periodista, ensayista, bloguero y docente italiano. 

## Biografía
De 1986 a 1990 fue secretario regional del Partido Comunista Italiano (PCI) en Basilicata. Periodista profesional desde 1993, fue secretario de prensa del grupo parlamentario del Partido Democrático de la Izquierda (PDS) en la Cámara de Diputados durante la XI Legislatura. En 1994 Massimo D'Alema, recién elegido secretario general del PDS, lo nombró jefe de su gabinete. En 1995 fue nombrado concejal de Cultura del Ayuntamiento de Nápoles por el alcalde Antonio Bassolino. En octubre de 1998, al formarse el Gobierno D'Alema, el nuevo Primer Ministro lo eligió como su consejero político junto a Fabrizio Rondolino. Tras la caída del gobierno, dejó la actividad política, excepto por un breve período entre febrero de 2008 y junio de 2009, durante el cual recibió el encargo de concejal de Turismo y Bienes Culturales de la Región Campania, bajo la segunda presidencia de Bassolino.
En 2002, junto al colega Antonio Polito, fundó el diario Il Riformista, del que también fue editor. Siete años después, fundó con Rondolino la web de análisis político TheFrontPage. En las elecciones regionales de 2010 fue encargado, al mismo tiempo, de gestionar la campaña electoral de dos candidatos al cargo de presidente en dos regiones: Vincenzo De Luca (de centroizquierda) en Campania y Renata Polverini (de centroderecha) en Lacio. Fue nombrado miembro del consejo de administración del Museo Nacional de las artes del siglo XXI (MAXXI) por la misma Polverini.
Desde el abril de 2017 es presidente de la Fundación Ottimisti&Razionali. Es docente de Lobbying y Comunicación política en la LUISS y de Sociología General en la Link Campus University. Forma parte del comité científico de la Fundación Italia USA.

## Obras
- Claudio Velardi y Massimo Cacciari (coord.), La città porosa. Conversazioni su Napoli, Nápoles, Cronopio, 1992, ISBN 88-85414-04-4.
- Claudio Velardi y Francesca Archibugi (coord.), Communis patria. Conversazioni su Roma, Nápoles, Cronopio, 1993, ISBN 88-85414-08-7.
- Massimo D'Alema, Claudio Velardi y Gianni Cuperlo, Un paese normale. La sinistra e il futuro dell'Italia, Milán, Mondadori, 1995, ISBN 88-04-40847-2.
- Massimo D'Alema, Gianni Cuperlo y Claudio Velardi, Progettare il futuro, Milán, Passaggi Bompiani, 1996, ISBN 88-452-2883-5.
- Claudio Velardi, L'anno che doveva cambiare l'Italia. Le elezioni 2006 raccontate da un esperto della comunicazione politica, Milán, Mondadori, 2006, ISBN 88-04-55863-6.
- Claudio Velardi, Come si cambia. Cronache dell'anno zero, Nápoles, Colonnese, 2020, ISBN 978-88-99716-64-6